# Недострелянные
«Недострелянные» — книга общественно-политического деятеля украинской диаспоры Семёна Александровича Пидгайного. Издана в США в 1949 году. Посвящена истории одного из периодов Соловецкого лагеря. Написана по личным воспоминаниям С. А. Пидгайного, бывшего в ссылке на Соловках в период с 1933 по 1940 годы. Книга считается ценным источником по истории Соловков этого периода, однако её содержание не подтверждено другими свидетельскими показаниями или рассекреченными в 1990-х годах архивными материалами.. По данным хрониста СЛОН М. Розанова, С. Пидгайный является единственным соловчанином, описавшим указанный период в истории Соловецкого лагеря, который с 1930 года стал постепенно уменьшаться и был в конце концов ликвидирован.

## Непроверяемые данные
Розанов указал, что проверить приведённые Подгайным сведения невозможно и их следует принимать «на веру с некоторым „поправочным коэффициентом“ на ультранационализм автора», а данные о периоде, которому свидетелем Пидгайный не был, вообще являются фантастическими: например, отъезд монастырской братии с главными ценностями в Лондон или распространенное на Соловках из-за голода людоедство, а также заточение в СЛОН женщин-людоедок с Украины.
Весьма скептически оценил Розанов использованные Пидгайным свидетельства «девяти украинских крестьян-заключённых, бежавших в 1929—1930 годах с Соловецких командировок на материке», которые были выпущены брошюрой «Соловецкая каторга» на 72 страницах на украинском языке в Варшаве в 1931 году под редакцией Л. Чикаленко. "Один свидетель — номер третий — утверждает, что «всього украинского люду в Соловецких лагерях бильше, як два миллиони», другой — номер шестой, что «из тысячи доживает до освобождения, может один» и тут же подтверждает: «На острове в 1929 году из 29 тысяч выжило девять тысяч». Эти свидетельства рассчитаны на пропагандистский эффект публикации на Западе, так как численность осуждённых в СЛОН максимально составляла 71 700 человек на конец 1930 года.
Рассказы о зверствах лагерной администрации и «приказе Ногтева, начальника УСЛОНа, расстреливать за невыполнение норм на лесозаготовках» и поджоге барака за отказ выйти на работу Розанов тоже считает выдуманными: экономика лагеря была ориентирована на выполнение плана, а не на уничтожение рабочей силы.

## Содержание
| «Камера Ч. 67» «Камера Ч. 54» «Таганрогский спецкорпус» «На этапе» «Оргия» «Блат» «Изолятор» «Соловецкий монастырь» «С „туфтою“ и без „туфты“» «„Император“» «Побег» «Женщины на Соловках» «Белорусы» «СОЛОВЕЦКИЙ БОГ И „ХРИСТОСИКИ“» | «Над Белым домом чёрные знамёна» «28» «Соловецкие будни» «Троцкисты» «„Слышишь, брат мой“» «Отец Никодим» «Весёлые Соловчане» «Дед Пушкарь» «Вера Слива» «Саша Сибиряков» «Выездная сессия» «Нацмены на Соловках» |

## Фабула книги
Книга написана по личным воспоминаниям самого С. А. Пидгайного. В ней автор описывает свой путь на Соловки и жизнь на Соловках. Описывает то, что пережил сам и окружающие его люди, что услышал или почерпнул от других.